# L-ピペコリン酸デヒドロゲナーゼ
L-ピペコリン酸デヒドロゲナーゼ(L-pipecolate dehydrogenase)は、リシン分解酵素の一つで、次の化学反応を触媒する酸化還元酵素である。
L-ピペコリン酸 + 受容体 {\displaystyle \rightleftharpoons } 2,3,4,5-テトラヒドロピリジン-2-カルボン酸 + 還元型受容体
反応式の通り、この酵素の基質はL-ピペコリン酸と受容体、生成物は2,3,4,5-テトラヒドロピリジン-2-カルボン酸と還元型受容体である。
組織名はL-pipecolate:acceptor 1,6-oxidoreductaseで、別名にL-pipecolate:(acceptor) 1,6-oxidoreductaseがある。